# Schweinsbrücke (Naumburg)

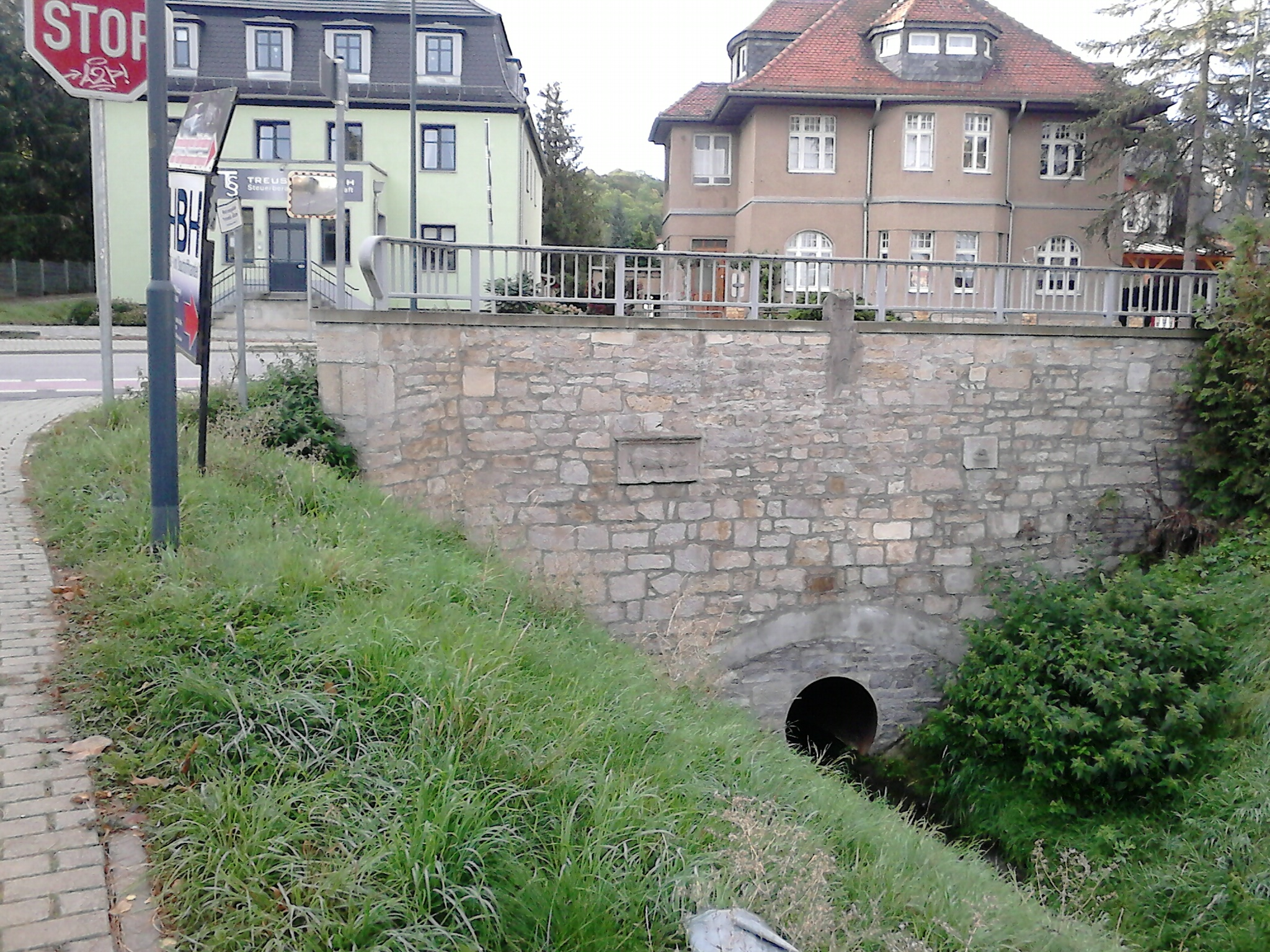
Schweinsbrücke in Naumburg

Die Schweinsbrücke in Naumburg ist die Grenze zwischen Naumburg und Almrich. Über sie fließt der Verkehr zwischen Naumburg und Bad Kösen auf der Bundesstraße 87. Hierüber führte vermutlich einst die Via Regia, die eben auch durch Almrich verlief.
Unter ihr hindurch fließt ein Bach in einem Graben, früher vom Michaelisholz her kommend, der wiederum in die Alte Saale an der Krumme Hufe einmündet, diese wiederum fließt in die Kleine Saale, einem Nebenarm der Saale. Ein Relief mit einem Schwein, der Schweinestein, aus dem Jahre 1892  ist zu sehen. Das kleine andere sichtbare Relief lässt sich nicht entziffern. Möglicherweise bezieht sich dieses auf ein Hochwasser, welches 1443 den Höhenrand der Brücke erreichte. Die Brücke besteht überwiegend aus Muschelkalk, der wiederum oben von weißen Sandsteinen bekrönt wird. Ursprünglich führte der kleine Bach durch einen Bogen, der aber nach der Sanierung und Verrohrung verengt wurde. Sie trägt laut Carl Peter Lepsius ihren Namen nach der Schweinswarte, die sich im Mittelalter oberhalb der Brücke zum Schutz des Weichbildes befand. Das Weichbild der Stadt ist längst verschwunden. Übrig blieb nur der Name der Brücke. Nahe der Schweinsbrücke hatte das Kloster Pforta Grundbesitz.
Die Schweinsbrücke steht mit der Erfassungsnummer 094 83838 als Baudenkmal in der Liste der Kulturdenkmale in Naumburg (Saale).

## Varia
Der Schriftsteller und Dramatiker Heinrich Laube erwähnte die Schweinsbrücke im 6. Band seiner Reisenovellen. Darin heißt es: eine halbe Viertelstunde hinter Naumburg: dort auf der großen Heerstraße nach Kösen ist ein kleines Brücklein, genannt die Schweinsbrücke, dies gilt für die alte officielle Grenze Thüringens.